# Alexander Wjatscheslawowitsch Schirow
Alexander Wjatscheslawowitsch Schirow (russisch Александр Вячеславович Жиров, englisch Aleksandr Vyacheslavovich Zhirov; * 24. Januar 1991 in Barnaul) ist ein russischer Fußballspieler.

## Karriere
Schirow begann seine Karriere bei Dynamo Barnaul. In Russland stand er bei Wolgar Astrachan, Anschi Machatschkala und Tom Tomsk unter Vertrag und erzielte in 56 Spielen in der ersten russischen Liga ein Tor und bereitete eines vor, bis er zum Zweitligisten FK Jenissei Krasnojarsk wechselte. In der Relegation gewann er mit seinem Verein gegen seinen ehemaligen Verein Anschi Machatschkala und verhalf Krasnojarsk zum ersten Aufstieg ins russische Oberhaus in der Vereinsgeschichte. In der Sommerpause 2018 unterzeichnete er einen Vertrag beim SV Sandhausen, der damit zum ersten Mal einen russischen Spieler verpflichtete.
Nach fünf Jahren beim SV Sandhausen wechselte der Verteidiger zurück nach Russland, er schloss sich im Sommer 2023 dem Erstliga-Aufsteiger Baltika Kaliningrad an. Während der FK Baltika am Saisonende als Vorletzter den Gang zurück in die Zweitklassigkeit antreten musste, verblieb Schirow durch einen Wechsel zu Achmat Grosny erstklassig.